# Aleksa Novaković
Aleksa Novaković (in serbo Алекса Новаковић?; Belgrado, 30 agosto 1996) è un cestista serbo.

## Palmarès
- Coppa d'Ungheria: 1

Falco Szombathely: 2025